# Poicephalus
Poicephalus je rod afrických papoušků z čeledi papouškovitých. Řadí se zde deset druhů, z nichž nejznámější je pravděpodobně papoušek senegalský (Poicephalus senegalus).

## Seznam druhů
- Papoušek červenobřichý (Poicephalus rufiventris)
- Papoušek hnědý (Poicephalus rueppellii)
- Papoušek hnědohlavý (Poicephalus cryptoxanthus)
- Papoušek kapský (Poicephalus robustus)
- Papoušek konžský (Poicephalus gulielmi)
- Papoušek niamský (Poicephalus crassus)
- Papoušek senegalský (Poicephalus senegalus)
- Papoušek šedohlavý (Poicephalus fuscicollis)
- Papoušek žlutočelý (Poicephalus flavifrons)
- Papoušek žlutotemenný (Poicephalus meyeri)

## Galerie

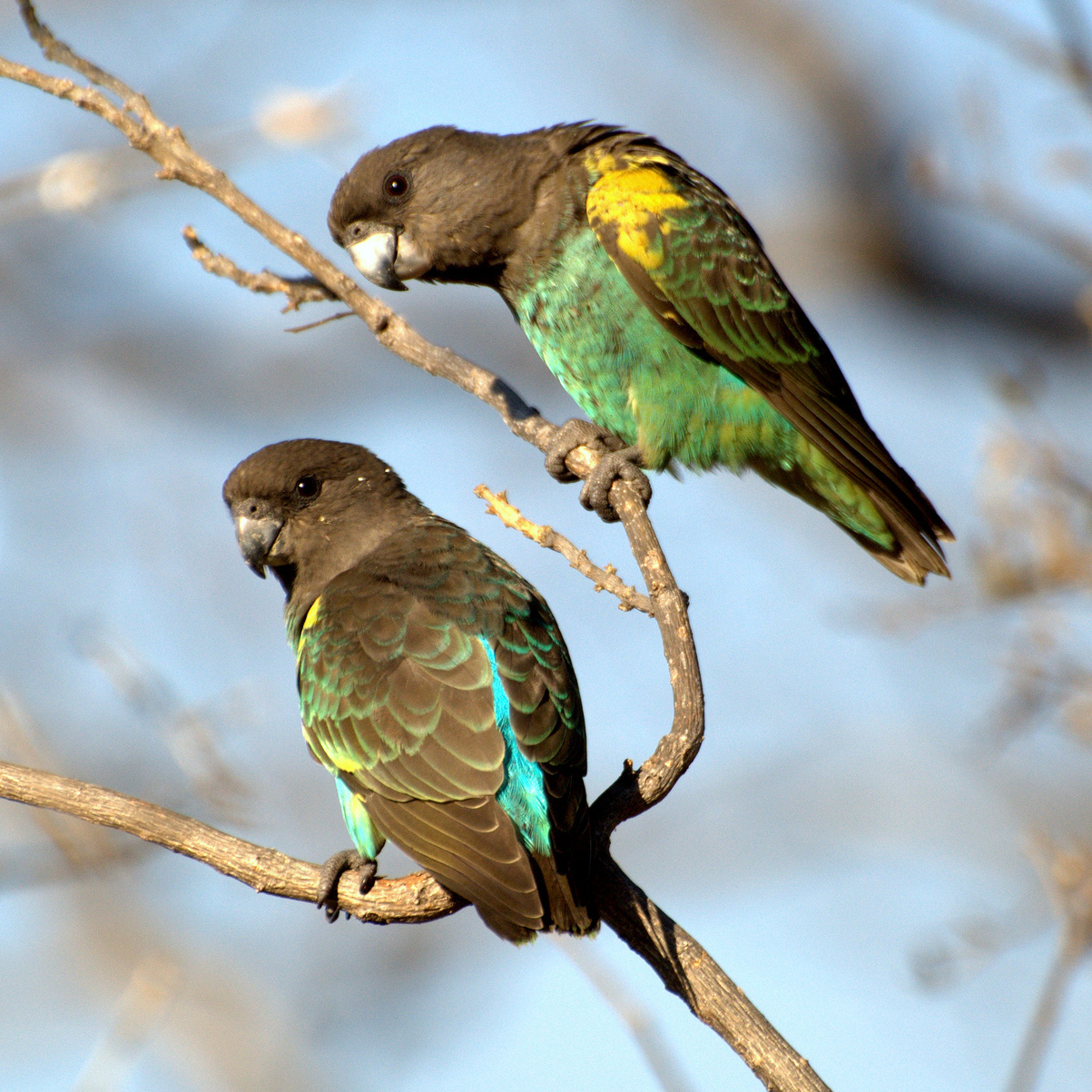
Papoušek žlutotemenný
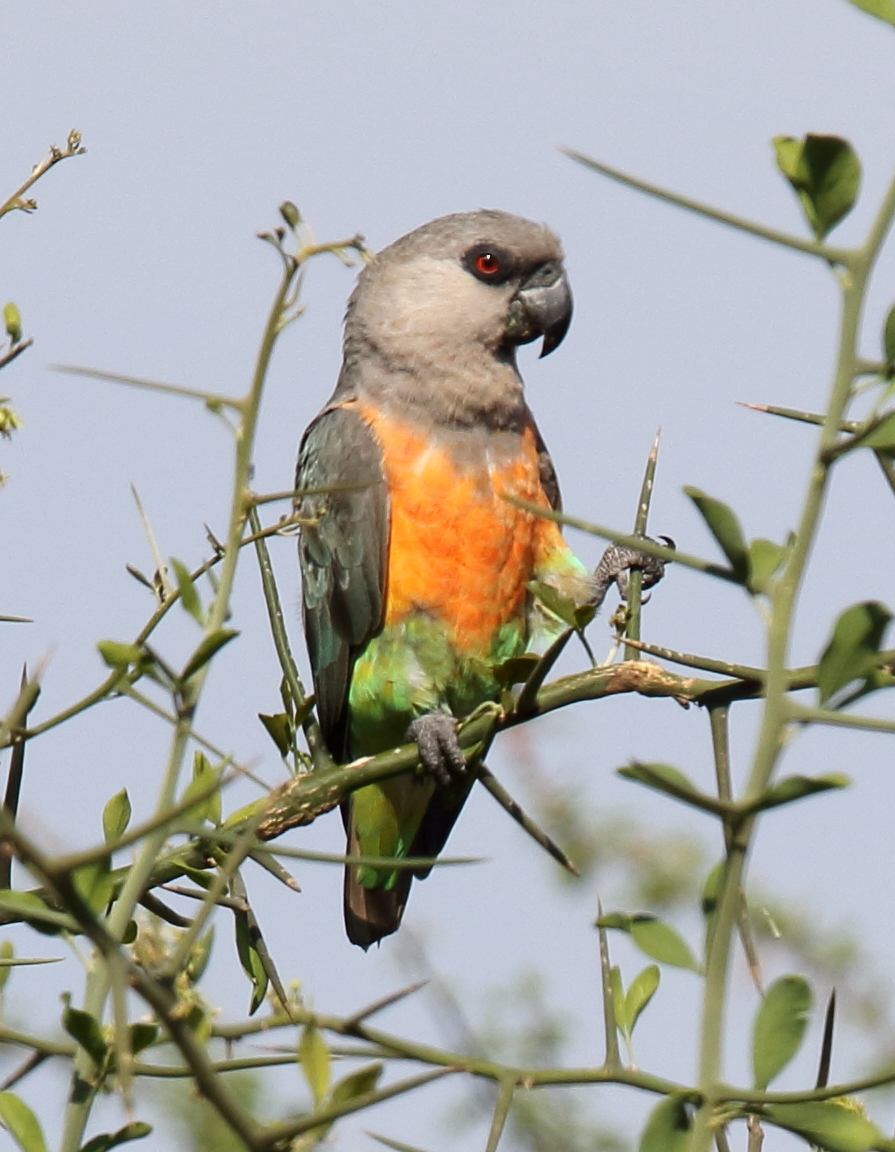
Papoušek červenobřichý
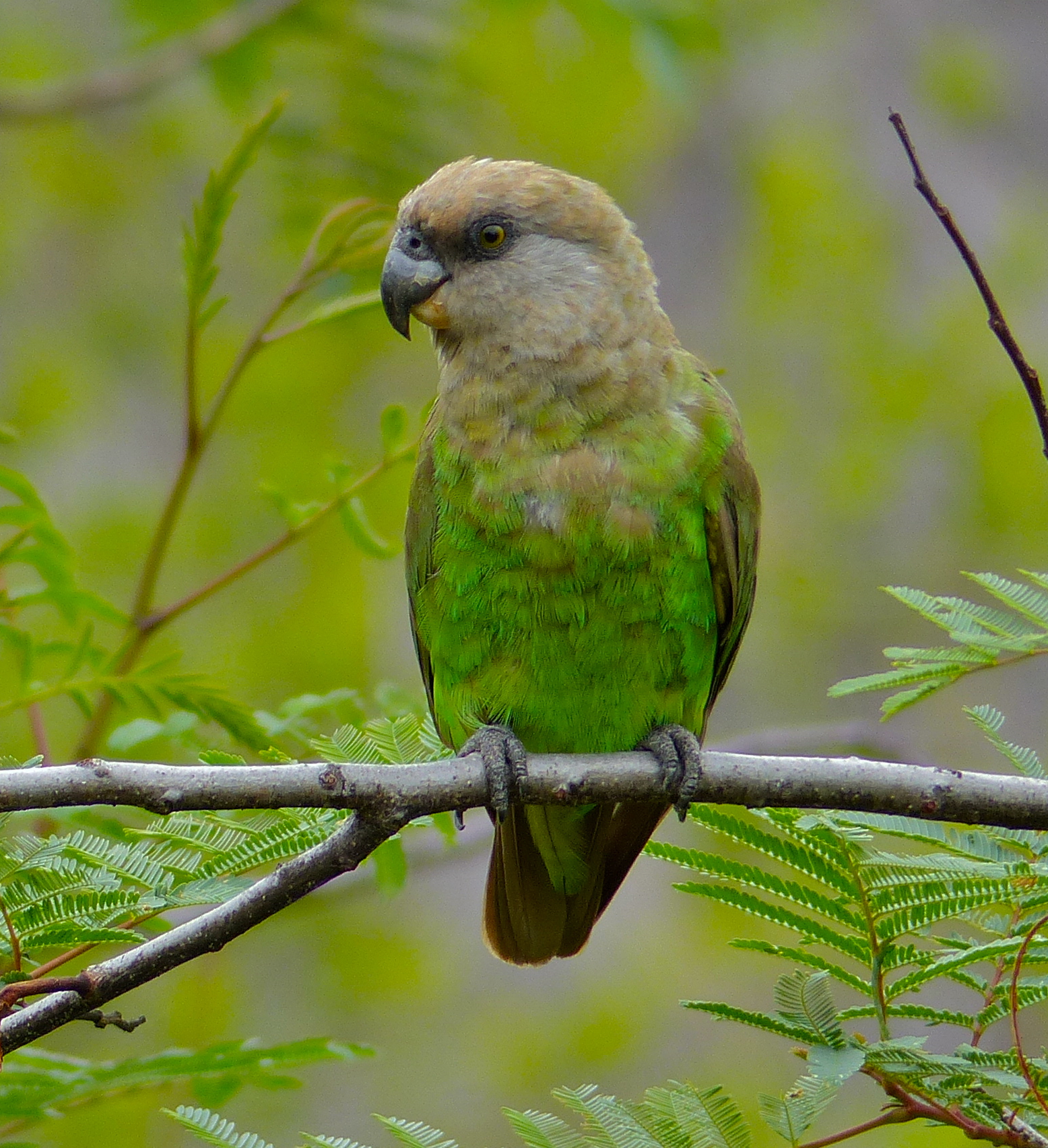
Papoušek hnědohlavý
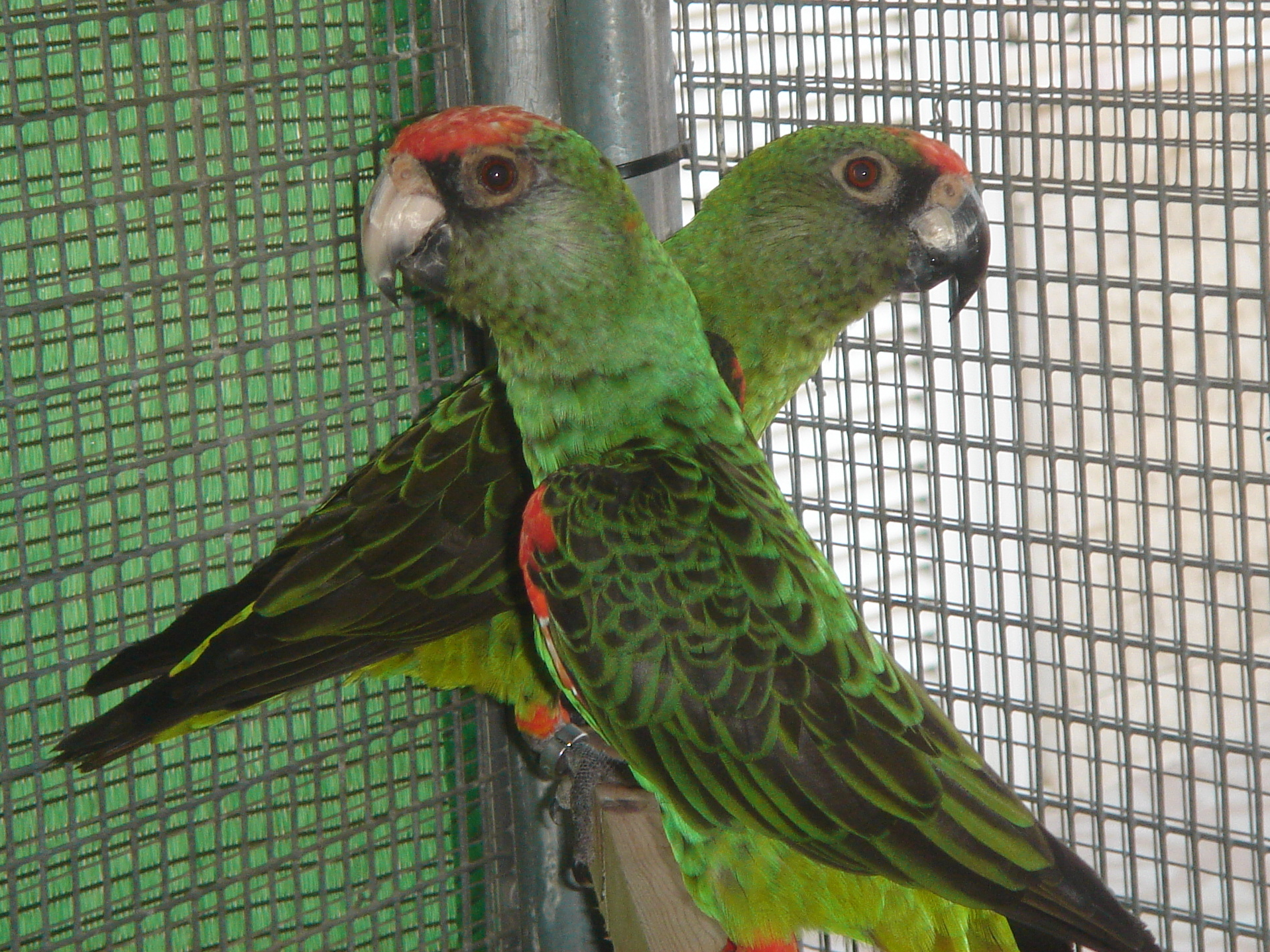
Papoušek konžský
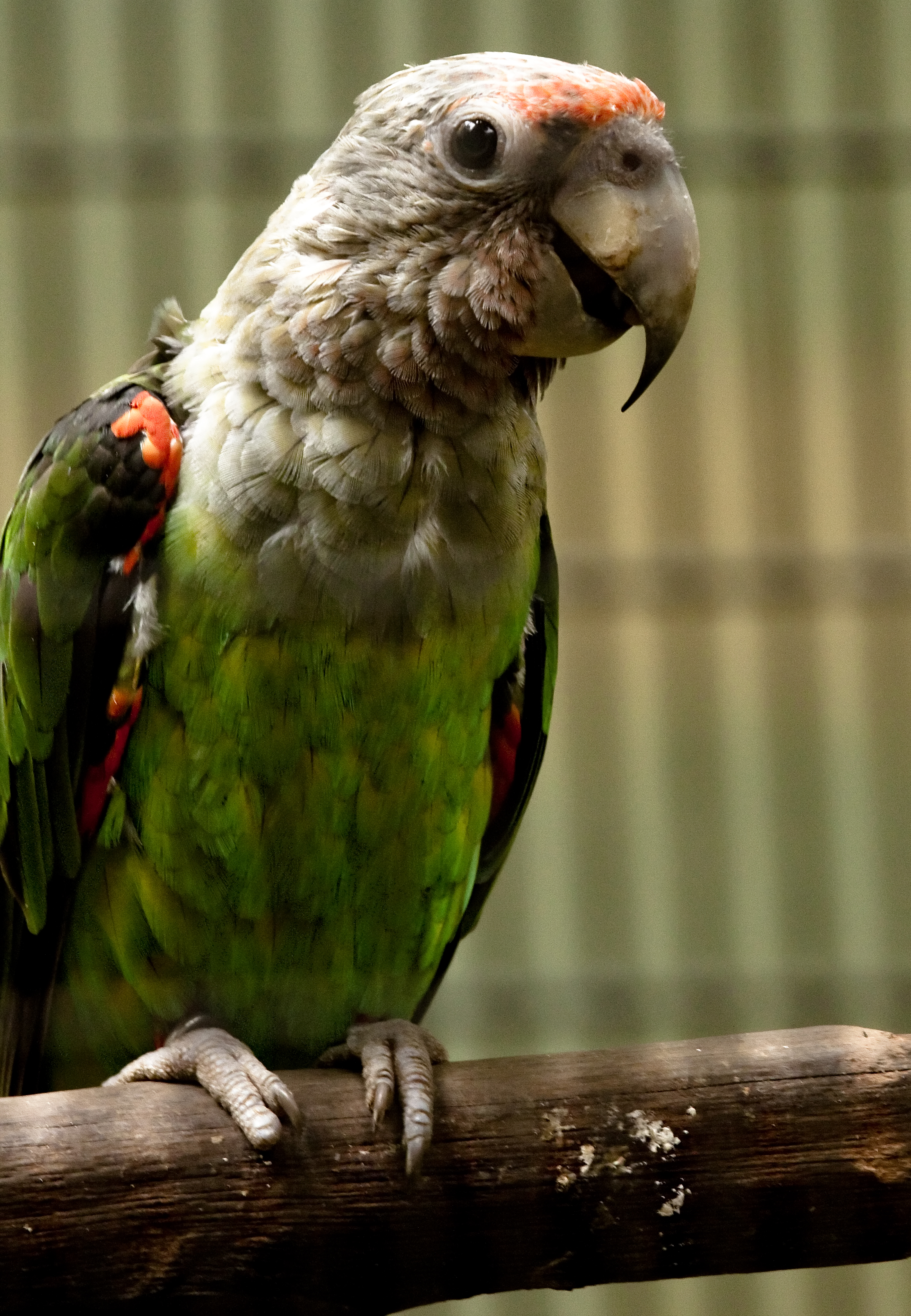
Papoušek kapský
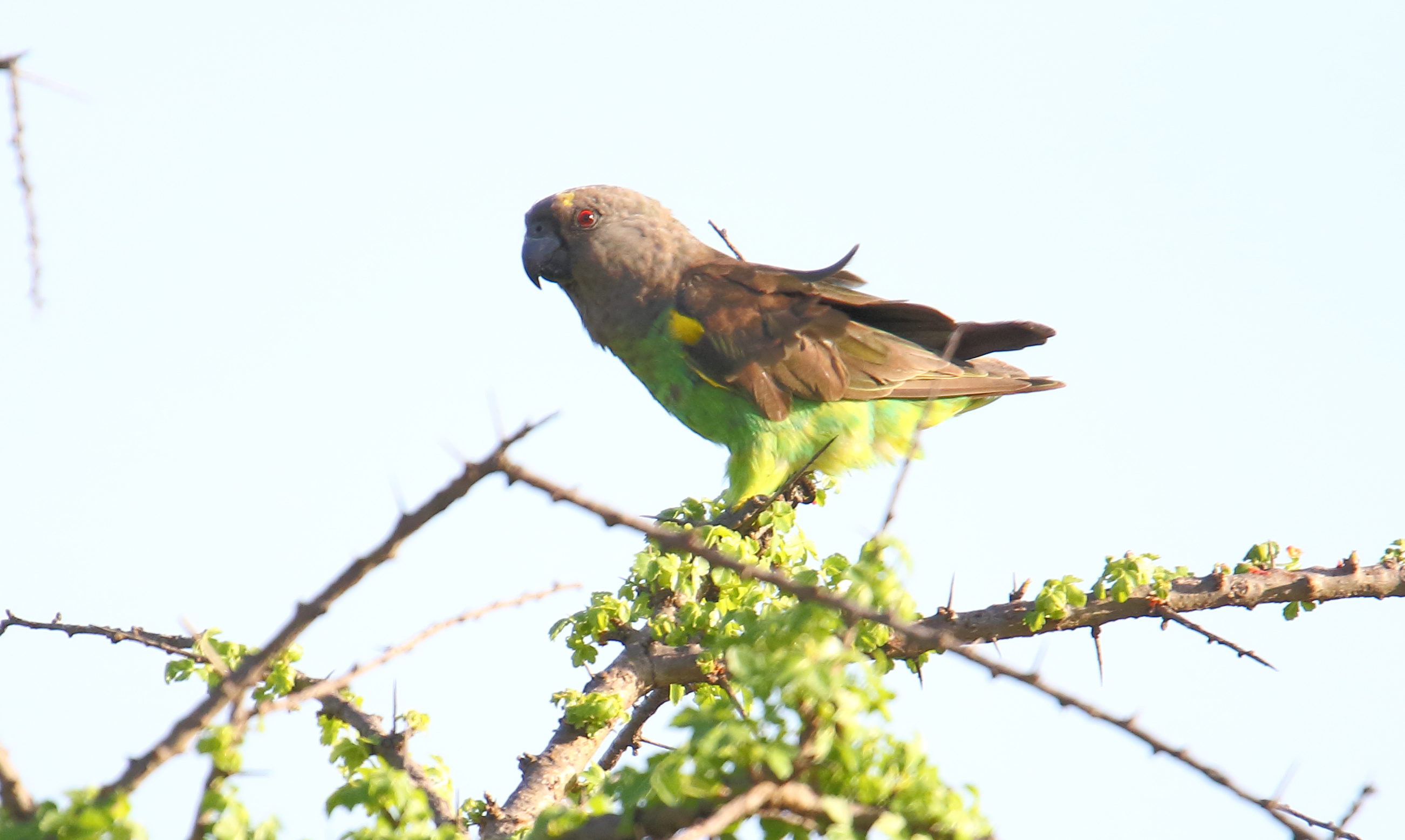
Papoušek šedohlavý
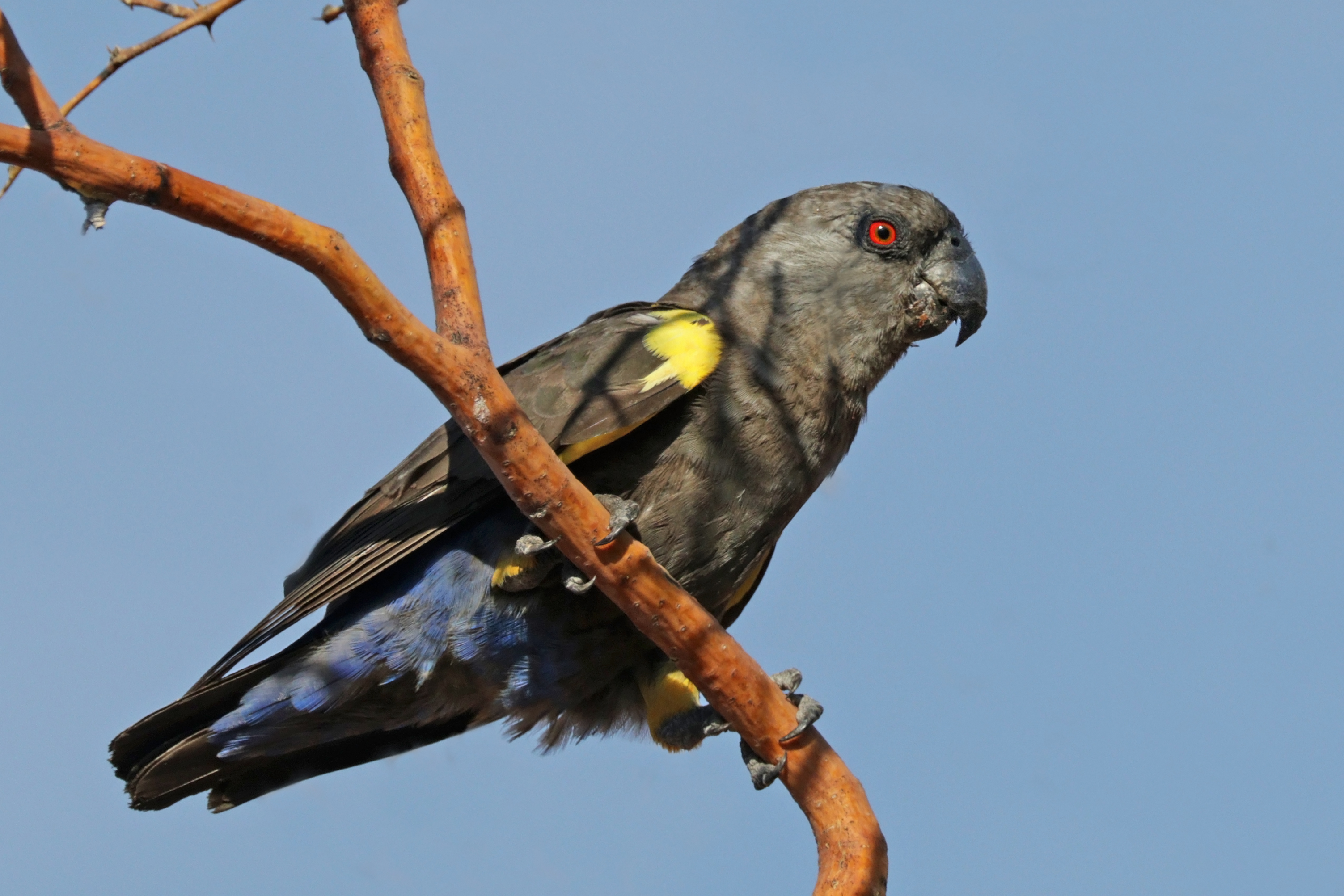
Papoušek hnědý
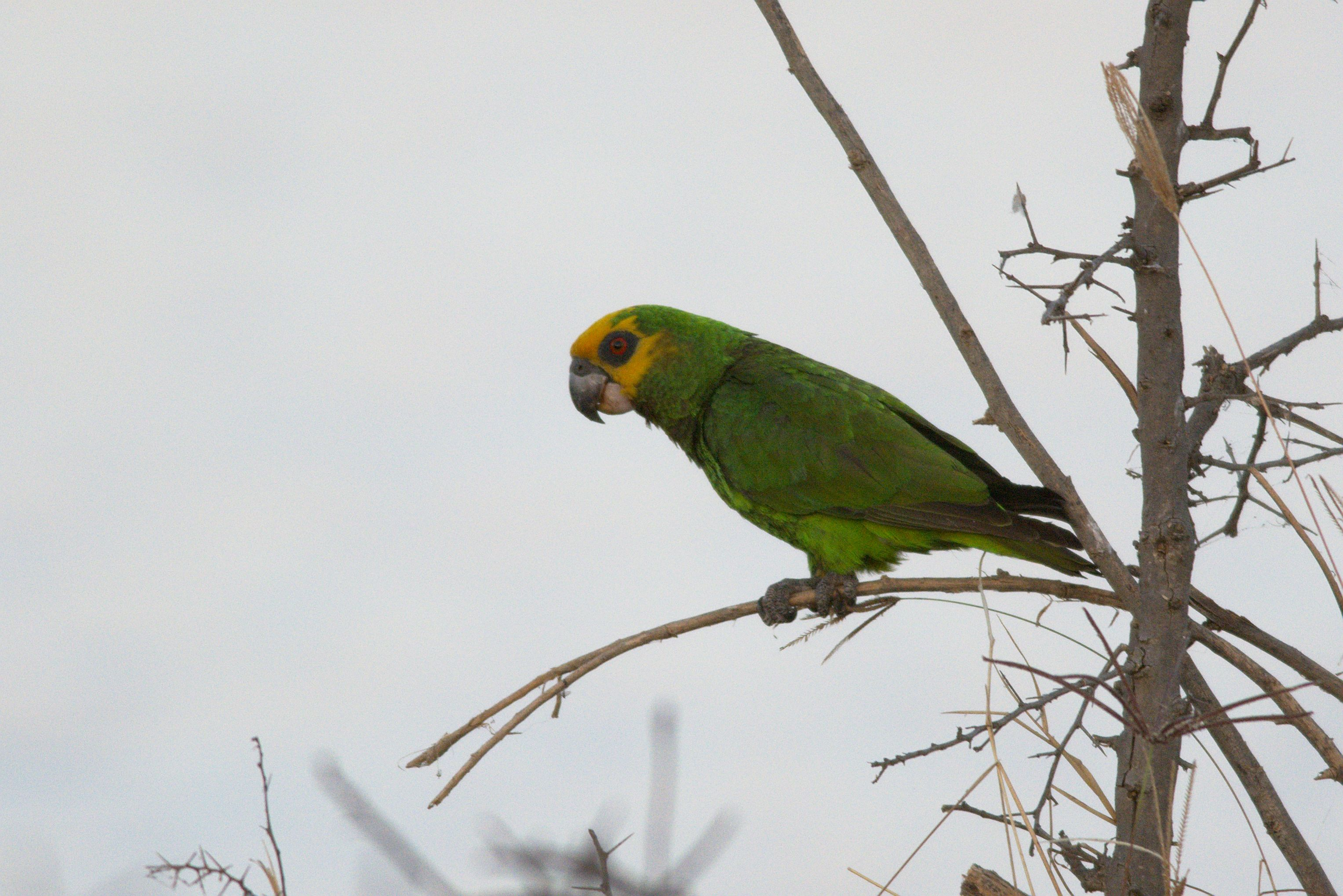
Papoušek žlutočelý